# Alyn Smith
Alyn Smith (* 15. září 1973) je skotský politik za Skotskou národní stranu a je člen Evropského parlamentu za Skotsko.

## Raný život a kariéra
Narodil se ve městě Glasgow v roce 1973 a vyrůstal ve Skotsku a Saúdské Arábii.
V roce 1986 se vrátil do Skotska, později studoval práva a Evropské právo na Leeds University a strávil rok studiem v rámci Programu Erasmus na Univerzitě v Heidelbergu v Německu.
Vystudoval Nottingham Law School (oddělení Nottingham Trent University) v roce 1996, a získal magisterský titul v oboru evropských studií. Také na jeden rok učil angličtinu v Indii a pracoval pro organizaci Scotland Europa v Bruselu.
Smith se později přestěhoval do Londýna, kde se kvalifikoval jako právník.